# Kahvehane

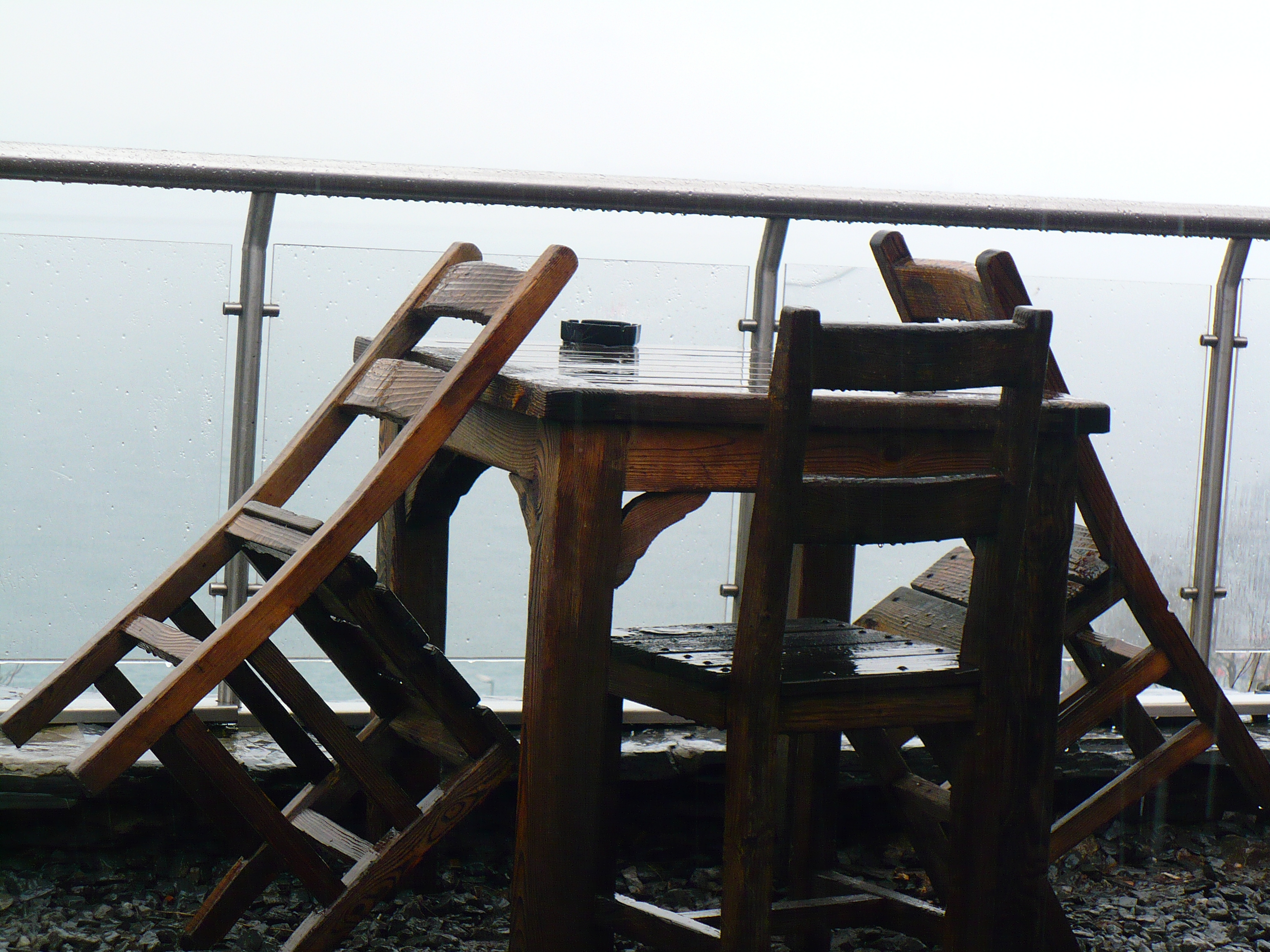
Kahvehane: Taula típica i cadires típiques d'un kahvehane a Istanbul que té una terrassa amb vistes al mar

Kahvehane, Kıraathane o, simplement Kahve, és un establiment turc de cafè i altres begudes, similar a una cafeteria o bar. En turc kahve significa cafè, kahvehane significa "casa de cafè" o cafeteria, i kıraathane significa casa de lectura, literalment. Aquest últim nom és degur al fet que molta gent llegeix els diaris als kahvehane, ja que gairebé sempre són disponibles gratuïtament, i per llei.
En els kahvehane es consumeixen begudes calentes com ara cafè, te, "oralet" (te de taronja), "kant" (aigua calenta amb una rodanxa de llimona o suc de llimona, i sucre), adaçayı (te de salvia), ıhlamur (te de til·ler) i begudes fredes, sense alcohol, ja que des de l'any 1984 no es pot servir cervesa, per la lei, en els kahvehane turcs-

## Història
El primer kahvehane de Turquia fou obert l'any 1554, a Istanbul, durant el període de l'Imperi Otomà. En els temps otomans, els kahvehanes tenien unes funcions socials importants com la çeşme (fontana), el pazar (mercat obert periòdic/setmanal), mahalle i sokak (carrer). En la diàspora turca d'Europa occidental, com a l'Alemanya, hi ha mahalle de turcs amb el seu propi kahvehane, bakkal (petita botiga d'aliments) i altres negocis típics turcs. Una investigació sobre els kahvehanes d'Alemanya tracta de la influença dels kahvehanes a la integració dels immigrants turcs a la societat alemanya. Segons Wilhelm Staudacher, Secretari General de Konrad Adenauer-Stiftung, els primers immigrants turcs que van arribar a Alemanya (a la dècada de 1960) van patir per no trobar les seves mesquites, kahvehanes i menjars en aquest país.

## Actualitat
Actualment hi ha 600 mil kahvehanes per tota Turquia. Tradicionalment un lloc solament pels homes, avui els kahvehanes atrauen les dones tant com els homes, especialment els kahves propers a les universitats. També hi ha dones que regenten kahvehanes, alguns dels quals només serveixen a les dones.
Una de les característiques més importants que separen els kahvehanes de cafeteries són els jocs de taula com bezique, pont, okey (joc de rummy que es juga amb les rajoles), dòmino i backgammon, que es juguen en aquests establiments, sense ànim de lucre. Generalment, el que perd un joc paga per les begudes consumides a taula.